# Метуе
Ме́туе (чеш. Metuje) — река в Краловеградецком крае Чехии. Приток реки Эльба. Длина — 77,2 км. Площадь водосборного бассейна — 607 км². Среднегодовой расход воды — 5,73 м³/с.
Название происходит от индоевропейского корня *medh- «средний», и указывает на то, что река протекает между реками Упа и Орлице. Название впервые упоминается в 1186 году.
Верхняя часть бассейна реки Метуе находится в Полицкой меловой впадине. В нижней части города Теплице-над-Метуйи долину пеки пересекает скальный разлом. На южной окраине города Теплице-над-Метуйи на водотоке недалеко от скального разлома находится водомерная станция. В середине верхнего бассейна реки Метуе расположена метеорологическая станция Бучнице.
Река используется для сплава.
Притоки: ручей Богдашинский (левый), Олесенка (левый), Збечницкий ручей.
С конца 1960-х годов в районе Теплице производится забор подземных вод из верхнего бассейна реки Метуе и их отвод за пределы бассейна с целью водоснабжения.
На реке расположены населённые пункты Яромерж (в месте слияния трёх рек — Лабы, Упы и Метуе на высоте 254 м над уровнем моря), Гронов (в месте впадения в реку Метуе Збечницкого ручья), Нове-Место-над-Метуйи, Наход, Теплице-над-Метуйи.
В связи с войной за баварское наследие в районе слияния рек Эльба, Метуе и Упа было построено не менее двадцати полевых укреплений.